# 3-й танковый полк (Япония)
3-й танковый полк (яп. 戦車第3連隊) — бронетанковый полк Императорской армии Японии, находившийся на территории Маньчжурии во время Второй мировой войны.

## История
Образован в 1937 году на основе 3-го танкового батальона. Командующий с января 1939 года — подполковник Киётакэ Ёсимару (с марта полковник).
Полк в составе отделения 1-го танкового корпуса (командир отделения — генерал-майор Масаоми Ясуока) вместе с 4-м танковым полком участвовал в боях на Халхин-Голе против советских войск. На момент начала операции насчитывал:
- 26 средних танков Тип 89 «И-Го», вооружение — 57-мм танковое орудие Тип 90
- 4 средних танка Тип 97 «Чи-Ха», вооружение — 57-мм танковое орудие Тип 97[англ.]
- 4 танкетки Тип 97 «Те-Ке», вооружение — 37-мм танковое орудие Тип 94 (некоторые вооружены пулемётами Тип 97)
- 7 танкеток Тип 94, вооружение — ручные пулемёты

Полк был разгромлен в боях из-за технического превосходства советских войск: японские танковые орудия не пробивали броню советских танков. Сам полковник Ёсимару погиб 3 июля 1939 года, когда его танк был подбит. Со 2 по 3 июля 3-й танковый полк потерял огромное количество бронетехники.
3-й танковый полк был включён в состав 1-й танковой дивизии, образованной в июне 1942 года. Позднее в составе 11-й армии участвовал в операции «Ити-Го» против Китая в 1944 году. Остался в Китае после отзыва дивизии на острова, расформирован после капитуляции Японии.